# Argyreia maymyo
Argyreia maymyo är en vindeväxtart som först beskrevs av W. W. Smith, och fick sitt nu gällande namn av Mukat Behari Raizada. Argyreia maymyo ingår i släktet Argyreia och familjen vindeväxter. Inga underarter finns listade i Catalogue of Life.